# Минато, Юсукэ
Юсукэ Минато (яп. 湊 祐介 Минато Ю:сукэ, род. 15 марта 1985 года в городе Китаакита префектура Акита) — известный японский двоеборец, чемпион мира, участник Олимпийских игр в Ванкувере. 
В Кубке мира Минато дебютировал в 2002 году, в январе 2009 года единственный раз попал в десятку лучших на этапе Кубка мира, в командных соревнованиях. Кроме этого на сегодняшний момент имеет 20 попаданий в тридцатку лучших на этапах Кубка мира, все в личных соревнованиях. Лучшим достижением в итоговом зачёте Кубка мира для Минато является 36-е место в сезоне 2008-09.
На Олимпиаде-2010 в Ванкувере занял 26-е место в соревнованиях с большого трамплина + 10 км.
За свою карьеру участвовал в двух чемпионатах мира, выиграл золото в команде на чемпионате мира 2009 в чешском Либереце.
Использует лыжи и ботинки производства фирмы Fischer.